# Antiochia

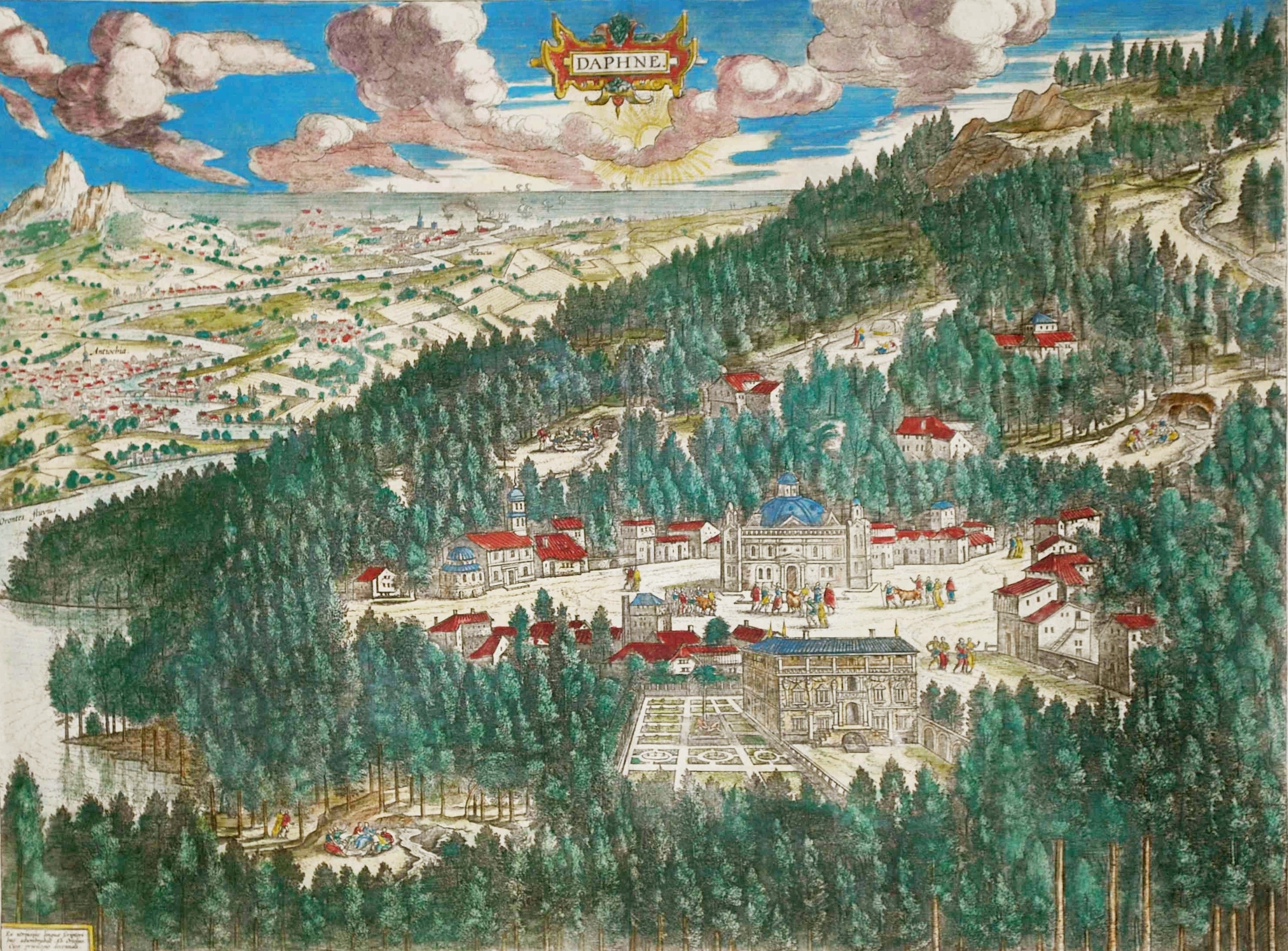
Antiochia theo cách vẽ của Abraham Ortelius.

Antiochia bên sông Orontes (tiếng Hy Lạp: Ἀντιόχεια ἡ ἐπὶ Ὀρόντου, Ἀντιόχεια ἡ ἐπὶ Δάφνῃ, hay Ἀντιόχεια ἡ Μεγάλη; tiếng Syriac: ܐܢܛܝܘܟܝܐ Anṭiokia; tiếng Hebrew: אנטיוכיה, antiyokhya; tiếng Gruzia: ანტიოქია; tiếng Armenia: Անտիոք Antiok; tiếng Latinh: Antiochia ad Orontem; tiếng Ả Rập: انطاکیه, Anṭākiya, phiên âm tiếng Việt: Antiôkhia, Antiôkia, Antiốt), còn được gọi Antiochia xứ Syria, là một thành phố cổ nằm ở bờ đông của sông Orontes. Nó nằm gần thành phố Antakya, Thổ Nhĩ Kỳ ngày nay.
Antiochia được thành lập gần vào cuối thế kỷ 4 TCN bởi Seleukos I Nicator, một trong những tướng lĩnh của Alexandros Đại đế. Antiochia cuối cùng cũng sánh ngang với Alexandria như là thành phố quan trọng nhất của vùng Cận Đông và là một trong những cái nôi của Kitô giáo. Nó là một trong bốn thành phố của cái gọi là Syria tetrapolis. Mặc dù từng là một đô thị lớn với hơn nửa triệu người, nó mất dần sự quan trọng trong thời Trung cổ vì những trận động đất lặp đi lặp lại, bị quân Thập tự chinh xâm lược, và sự thay đổi những tuyến đường thương mại sau những cuộc chinh phục của quân Mông Cổ, mà sau đó không còn đi qua Antiochia.

## Vị trí địa lý
Hai tuyến đường xa xưa nhất xuất phát từ khu vực biển Địa Trung Hải xuyên qua hẻm núi Orontes và đèo Beilan, cùng hướng về khu vực đồng bằng của hồ Antioch (Balük Geut hoặc El Bahr) và đã giao nhau tại đó với:
- Một con đường xuất phát từ hẻm núi Amanian (đèo Baghche) và miền tây Commagene, nó chạy qua khu vực thung lũng của sông Karasu tới thung lũng sông Afrin.
- Những con đường xuất phát từ miền đông Commagene và những đoạn giao nhau với sông Euphrates tại Samosata (Samsat) và Apamea Zeugma (Birejik) chạy qua các thung lũng của sông Afrin và sông Quweiq.
- Con đường xuất phát từ chỗ cạn của sông Euphrates tại Thapsacus, chạy dọc theo ven rìa của thảo nguyên Syria. Đây là tuyến đường duy nhất chạy về phía nam tới thung lũng sông Orontes[2].